# Грб Вождовца
Грб Вождовца усвојен је у три нивоа 1993. године. Грб је израдило Српско хералдичко друштво. Стављан је ван снаге од стране принудне управе општине, али је данас званичан. Општина поседује и књигу графичких стандарда у којој су описани начини коришћења симбола.

## Опис грба
Штит је водоравно раздељен, а и горњи део је по средини раздељен: 1. Србија, 2. Трибалија, 3. у сребрном плаво-црвена ружа са златним петељкама и средином. У средњем веку је уведен „Грб Трибалије“ (према племену Трибалима, које је настањивали ово подручје у пред-римско доба) је стрела прободена у вепрову главу. Тај грб је често коришћен на заставама вожда Карађорђа и његових војвода у 19. веку.
Средњи грб је крунисан златном бедемском круном са четири видљива мерлона. У званичној употреби је стилизација која има танку црвену бордуру око штита, а бедемска круна је стилизована црвеним "малтером". Оваква стилизација се у прихваћеним предлозима Српског хералдичког друштва не помиње, али општина користи ову стилизацију за основни и средњи грб. Такође, по угледу на Град Београд општина користи грб са "логотипом" тј. ћириличним натписом: "Градска општина Вождовац" или у варијанти на енглеском: "City Municipality Voždovac".
Постамент великог грба је травнати брежуљак, са лентом која носи назив општине, ћириличним писмом. Десни чувар је црни вепар, златно наоружан прободен у чело златном стрелом. Леви чувар је бели коњ наоружан златно. Стегови које чувари придржавају су стегови Београда и Вождовца.

### Књиге и научни чланци
- Ацовић, Драгомир М. (2000). Грбови града Београда. Београд: Српска књижевна задруга.
- Ацовић, Драгомир М. (2008). Хералдика и Срби. Београд: Завод за уџбенике.  152135692

### Правна регулатива
- „Статут градске општине Вождовац (пречишћен текст)” (PDF). Службени лист града Београда 36/10. 8. 11. 2010. стр. 13—27.
- „Одлука о употреби грба и заставе (стега) општине Вождовац — пречишћен текст” (PDF). Службени лист града Београда 17/05. 14. 7. 2005. стр. 10—12.